# Nettenfabriek

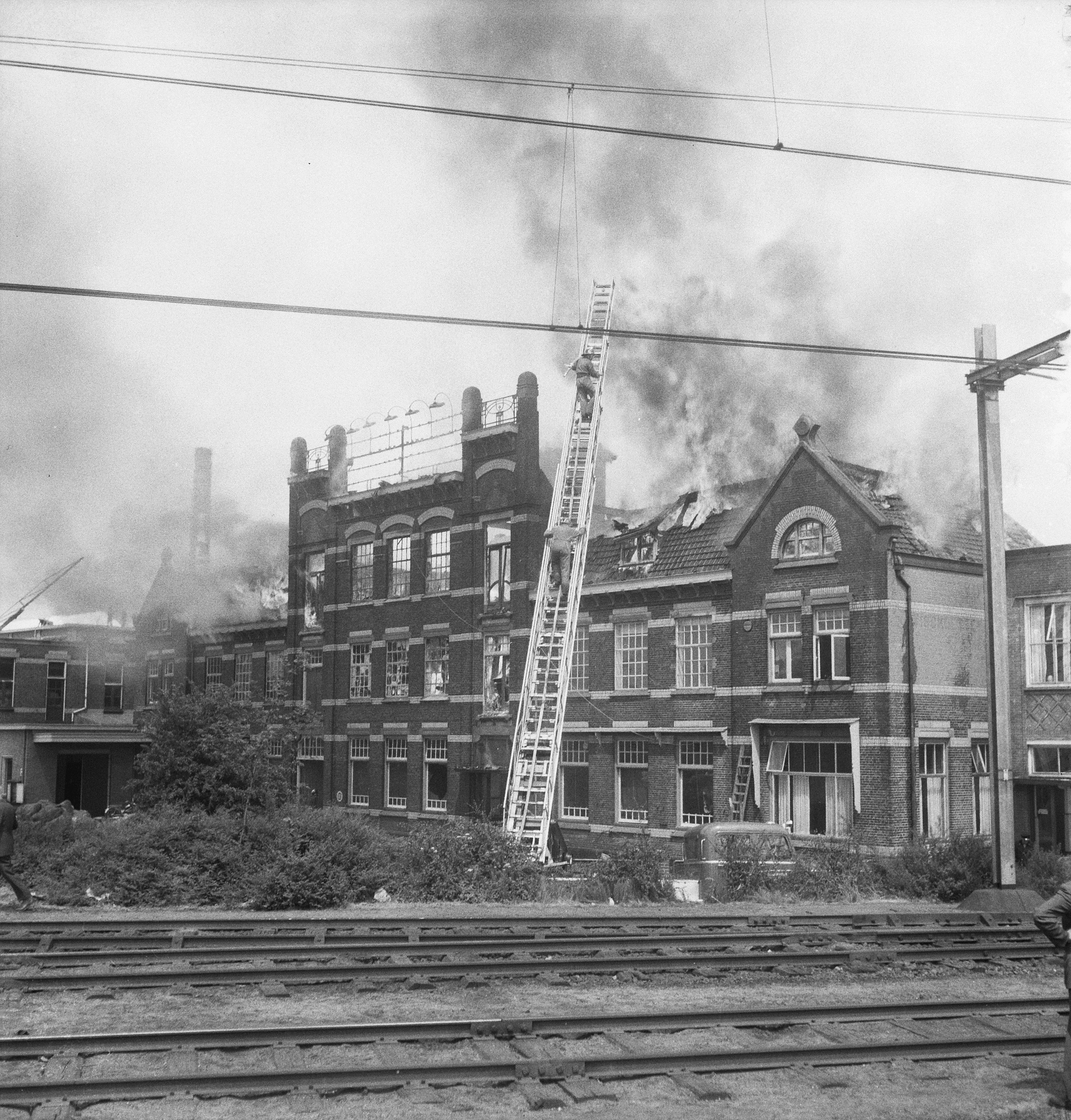
Op 15 juni 1958 was er brand in de Nettenfabriek.

De NV Machinale Nettenfabriek en weverij voorheen Von Zeppelin & Co. te Apeldoorn, die bestond van 1883 tot circa 2007, was algemeen bekend onder de naam Nettenfabriek. Het bedrijf was de grootste nettenfabriek in Nederland tijdens haar bestaan.

## Start en eerste groei
Het bedrijf werd opgericht door Carl Gustav von Zeppelin (1841-1910), die in 1884 begon met een stoomfabriek van 'naai- en visscherszijde, weverij van netten en gaas', met 8 personen. Het begin was moeilijk: onbekendheid met het productieproces, de werving van geschikt personeel en de onbekendheid van de Zuiderzeevissers met het product waren obstakels. Uiteindelijk wist men de problemen grotendeels te overwinnen. In 1892 werkten er 39 personen. Eind 19e eeuw waren tien machines in gebruik. In 1901 trad de zoon van de oprichter, J.J. von Zeppelin, toe als deelgenoot in de onderneming, die omgezet werd in een nv met een maatschappelijk kapitaal van ƒ 100.000. De onderneming groeide vervolgens snel uit; er werd volop gemechaniseerd. De bestaande twijnerij werd uitgebreid om in de eigen behoefte aan gelijkmatige garens te kunnen voldoen. In 1907 werd de fabriek uitgebreid met een kantoor- tevens entreegebouw, naar een ontwerp van A van Driesum.  
In 1910 waren er dertig nettenmachines in bedrijf, in 1911 kwam een grote uitbreiding tot stand, mede onder leiding van de nieuwe mededirecteur I.H.A. Nuyen. In 1912 volgde de installatie van een dieselmotor van 300 pk; er werkten toen 275 personen. In 1917 telde de Nettenfabriek ruim 400 arbeid(st)ers en werkte ze grotendeels voor de export. Er kwam in 1939 een deelname in de Lusandesa-nettenfabriek te Portugal, belangrijk voor de toelevering.  

## Bloei en teruggang
De Nettenfabriek profiteerde ook van de naoorlogse industriële groei in relatie met de opbloei van de visserij. Er kwam in 1950 een filiaal te Urk. In 1951 kon de onderneming de 1000ste werknemer melden. Vervolgens kwam men in problemen: van 1000 arberiders in 1952 ging men terug naar 400 eind 1953. De bedrijfspanden te Harderwijk (waar in 1949 een filiaal was geopend dat na 3 jaar dus werd gesloten) en aan de Deventerstraat te Apeldoorn werden verkocht. In 1955 moest het belang in Lusendesa afgestoten worden; in 1965 kon weer een 30% belang verworven worden. Maar einde jaren zestig kreeg ook dit textielbedrijf met de reorganisatie van de sector te maken. In 1966 werd het (340 werknemers) overgenomen door Verto. Vervolgens ging het verder achteruit. In 1975 volgde de sluiting van het filiaal te Urk (met 30 personeelsleden) en in 1977 deed Verto tevergeefs een beroep op regeringssteun voor de noodlijdende dochter (250 werknemers nog). In 1993 ging Verto failliet; de inmiddels tot ANZA omgedoopte nettenfabriek wist zich echter nog op eigen kracht een tijdlang te handhaven maar sloot in 2007 voorgoed de deuren. De productie werd verplaatst naar Portugal, het bedrijfspand werd herbestemd tot bedrijfsverzamelgebouw.    

## Bron
- NV Machinale Nettenfabriek en weverij voorheen Von Zeppelin & Co. te Apeldoorn, In- en Uitvoer 7 maart 1917